# Mihael Brejc
Mihael (v javnosti znan tudi kot Miha) Brejc, slovenski politik, * 15. november 1947, Beograd.

## Življenjepis
Miha Brejc, sin slovenskega družbenopolitičnega delavca Toma Brejca, je leta 1975 diplomiral na temo Neposredno odločanje na nivoju temeljne organizacije združenega dela, leta 1982 magistriral na temo Vloga normativnih sprememb v usmerjanju družbenega razvoja in leta 1985 doktoriral na temo Organiziranje neproizvodnih dejavnosti v razmerah socialističnega samoupravljanja. Je redni profesor na ljubljanski Fakulteti za upravo, kjer predava predmete s področja organiziranja upravnih dejavnosti.
Med letoma 1990 in 1993 je vodil Varnostno informativno službo, naslednico Službe državne varnosti in predhodnico današnje Slovenske obveščevalno-varnostne agencije. V kratkem obdobju Bajukove vlade leta 2000 je bil minister za delo, družino in socialne zadeve. Na volitvah leta 2000 je bil na listi SDS izvoljen v Državni zbor in zasedel mesto podpredsednika, ki po poslovniku pripada opoziciji.
Sodeloval je v Konvenciji o prihodnosti EU, kjer je bil namestnik Lojzeta Peterleta.
Opazovalec v Evropskem parlamentu je postal leta 2003, leta 2004 pa je bil na listi SDS izvoljen za evropskega poslanca. Deluje v poslanski skupini Evropske ljudske stranke.
Njegov sin je Tomo Brejc, fotograf, njegov brat pa Tomaž Brejc, umetnostni zgodovinar.

## Odlikovanja in priznanja
- spominski znak Republiška koordinacija 1991[1]